# Steber
Steber v arhitekturi in statiki je konstrukcijski element, ki prenaša težo pritiska od zgoraj na druge konstrukcijske elemente spodaj. Izraz steber velja zlasti za veliko okroglo podporo, pogosto profilirano, sestavljeno iz trupa, kapitela in baze  in je iz kamna ali pa ima tak izgled. Majhna lesena ali kovinska opora se običajno imenuje drog, podpora pravokotne ali druge oblike, ki ni okrogla, so običajno imenuje slop. Steber se pojavlja v arhitekturi sam kot del bifore, lahko je v nizih - arkadah ali kolonadah, stoji v prostoru kot spominski steber ali je podpora skulpturi. Stebri se običajno uporabljajo za podporo nosilcev (preklad ali lokov), na katerih ležijo zgornji deli sten in stropov. V arhitekturi je "steber" tak konstruktivni element, ki ima tudi določene proporce in dekorativne funkcije. Steber je lahko tudi samo dekorativni element in ni potreben za konstrukcijske namene. Večje število stebrov v nizu je lahko sestavni del zidu.

## Zgodovina
Vse pomembne železnodobne civilizacije na Bližnjem vzhodu in v Sredozemlju so uporabljale steber. V antični egipčanski arhitekturi je že leta 2600 pred našim štetjem arhitekt Imhotep uporabil kamnite stebre, v katerih površino je vklesal rastlinske oblike trstičja, v kasnejši egipčanski arhitekturi pa so bili pogostejše cilindrične oblike
Med najbolj dodelanimi stebri v antičnem svetu so bili perzijski, še posebej veliki kamniti stebri, postavljeni v Perzepolisu. Na njihovih kapitelih so bili dvoglavi biki. Dvorana stotih stebrov v Perzepolisu, ki je merila 70 × 70 metrov, je bila zgrajena v času ahemenidskega kralja Dareja I. (524-486 pred našim štetjem). Veliko starodavnih perzijskih stebrov še stoji, nekateri so visoki več kot 30 metrov.
Egipčani, Perzijci in druge civilizacije so stebre uporabljali predvsem za praktične namene, da so držali strop notranjim delom stavbe, zunanje stene pa so krasili z reliefi ali poslikavami.
Stari Grki, ki so jim sledili Rimljani, so jih uporabljali tudi na zunanjosti. Antične arhitekture brez stebra praktično ni. Široka uporaba stebrov v notranjosti in zunanjosti stavb je najbolj značilna lastnosti klasične arhitekture (primer Partenon). Grki so razvili klasične sloge (rede) arhitekture, ki jih najlažje razlikujemo po obliki stebra in njegovih drugih sestavnih delih (podnožja, stebra in ogredja). Njihove dorske, jonske in korintske rede (sloge) so prevzeli Rimljani in jih razširili s tuskijskimi (tudi toskanskim) in kompozitnimi. Antični arhitekti pa so uvedli tudi različne izpeljanke, kot so polsteber, tričetrtinski in štiričetrtinski steber.
Stebri ali vsaj velike zunanje strukture so postale v arhitekturi srednjega veka veliko manj izrazite, klasične oblike so opustili tako v bizantinski arhitekturi, kot v romanski in gotski arhitekturi v prid bolj fleksibilnim oblikam; v Evropi s kapiteli, ki so za dekoracijo pogosto uporabljali različne vrste listja ali na zahodu s prizori z liki, vklesanimi v reliefu. 
Renesančna arhitektura je želela oživiti klasični red in slog in ga ustrezno uporabljala pri spreminjanju le-teh, kar ostaja bistvenega pomena pri usposabljanju arhitektov v vsem baroku, rokokoju in neoklasicistični arhitekturi.

## Uporaba in oblike
Večina stebrov je dobila ime po obliki ali skupini:
- Monolitni je steber iz enega kosa;
- Steber s tamburi je sestavljen iz obročev (tamburov);
- Kretski je steber zožen navzdol;
- Kaneliran (žlebljen) ima po dolžini izdelane žlebove (kanelure);
- Vretenčast steber ima enega ali več prstanov;
- Vibasti steber je spiralno zvit;
- Vozlasti steber;
- Kačasti steber;
- Steber z zvermi;
- Kandelaber in drugi renesančni stebri;
- Stebri v snopih so v krogu sestavljeni stebri (značilnost zgodnjega angleškega sloga).

Razdalja med stebri v vrsti se imenuje osna razdalja ali razpon, razmik med stebri na spodnjem delu pa interkolumnij.
Fasada s stebri, ki se razteza preko več nadstropij stavbe se imenuje kolosalni red in se uporablja predvsem za optično vzorčenja fasade. 
Poleg samostojnih stebrov poznamo še pilastre, ki je lahko navidezni steber in poudarja obseg zidu ali izstopa iz stene in je njen del. Posebne vrste stebrov so slopi, ki jih najdemo predvsem v srednjeveški arhitekturi (romanika, gotika).
Stavbni členi, v katerih so bili ali so uporabljeni stebri so: tempelj in stebrna dvorana, stebrišče oziroma kolonada ter arkade, portal in propileje.

## Elementi klasičnega stebra
Klasični steber je razdeljen na tri dele: Stebrni trup leži na podstavku, bazi in ga prekriva kapitel. Trup stebra je edini statični del stebra. Preostali arhitekturni elementi imajo večinoma dekorativno vlogo. V mnogih arhitekturnih slogih kombinacija baze, trupa in kapitela določa stebrni red, ki pa vendarle omogoča majhne variacije.
| - a krepis, krepidoma (nadzemni del - stopničasti podstavek) - b steber - c ogredje (sestav arhitrav, friz in venčni zidec) - d baza - noga stebra - e trup - f kapitel - g arhitrav (epistil) - preklada preko stebrov | - h friz - i venčna sima (gejzon) - j scamil(us), izravnalni podstavek, vložek pod stebrnim vratom - k plinta - podložna plošča - l torus (svitek), trohil(us) (žlebič) - m kapitel - n abak(us) - kvadratna krovna plošča antičnega kapitela | - A Spodnji premer stebra - B Premer stebra na spodnji tretjini - C Zgornji premer stebra - D Entaza - nabreklina na približno polovici stebra - E Stilobat - podstavek antičnega stebra ali zgornja stopnica |

### Baza
Baza, če obstaja, je v klasičnem stebrnem redu pogosto razdeljen v dva dela, v nižjem je kvadratna plošča imenovana plinta. Ta porazdeli težo stebra na večjo površino. Plinta je v redkih primerih obdelana tudi z okraski ali listnimi motivi. Presek dejanske baze je okrogel. Baza je lahko sestavljena tudi iz več vodoravnih plošč. Serija utorov, trohilusov in grebenov, torusov, razdeli osnovno telo baze in določi njeno prepoznavnost. Število in zaporedje utorov in grebenov je običajno definirano tipološko in se imenuje odvisno od lokacije (efeška, samoška, atiška ali peloponeška ter kompozitna baza), če naštejemo samo nekaj primerov.
Temelj in stopničasti podstavek (krepis) skupaj tvorita stereobat. Njegov najvišji nivo se imenuje stilobat. Stebri pa lahko - še posebno iz helenističnega obdobja - stojijo na kockastem podstavku ali postamentu. Takšna povečana baza se pogosto uporablja, kadar bi steber v polni velikosti deloval preveč krepko, na primer, v kolosalnem redu ali tudi pri manjših verandah ali peristilih.

### Trup stebra
Trup stebra je lahko monoliten (iz enega kosa), vendar je običajno sestavljen iz več tako imenovanih prstanov. V starih časih so naležne površine prstanov večinoma izdelali na način  anathyrosis (določena tehnična obdelava površin starodavne kamnite arhitekture v grškem in rimskem gradbeništvu) in tako zagotovili maksimalno prileganje in stabilnost. V arhaičnem obdobju so bili stebrni prstani povezani s središčnim, dolgim, lesenim ali svinčenim moznikom. 
Trup je lahko tudi zazidan. Skoraj povsod se uporabljene oblike stebrov ožijo proti vrhu. Pri klasičnih antičnih stebrih je bil del stebra tudi rahlo ukrivljen - entaza. Ta ukrivljenost nikoli ne seže v spodnji premer stebra. To izbočenje stebra ni linearno ampak je krožni lok, tako da se konus prične na približno eni tretjini ali polovici višine.
Najpomembnejši okras stebra je žlebič (kanelura) v dorskem, jonskem in korintskem redu. Medtem ko imajo dorski stebri žlebiče z ostrim grebenom, imajo jonski in korintski stebri blage, polkrožno vklesane. Pogosto so stebri iz helenističnega obdobja tudi samo delno nagubani ali fazetirani ali so bile kanelure zapolnjene z okroglimi palicami. Predvsem pri jonskih stebrih je imela noga stebra figuralni relief, tako imenovani columnae caelatae. Aleksandrijski stebri so okrašeni z akantovimi listnimi viticami od baze stebra navzgor. Toskanski stebri so popolnoma okrašeni in kanelirani. Stebri bizantinske, romanske in gotske arhitekture, pa tudi nemške renesanse so pogosto prekriti z geometrijskimi ali rastlinskimi okraski. 

### Kapitel
Med stebrom in ogredjem je glava stebra, tako imenovani kapitel. Starodavne arhitekture so med mnogimi drugimi poznale tri osnovne oblike kapitelov: dorskega, jonskega in korintskega.
Med kapitelom in stebrom leži vrat stebra, hipotrahelij, običajno oblikovan kot obroč ali z zarezami iz stebra. Je posrednik med optično komponento in ornamenti in dekoriran.
Osrednji del kapitela je različen glede na stebrni red. Oblikovan je samo kot blazine - ehin(us) v dorskem redu, kot volute, ki podpirajo blazino v jonskem redu ali kot akantovo listje urejeno v kelih pri korintskem redu. Poleg teh pa obstajajo še številne druge različice.
Kvadratna krovna plošča kapitela, včasih okrašena - abak(us) tvori zgornji del kapitela. Predstavlja podporo za naslednje elemente. Če steber ne nosi vodoravnega ogredja, je to lahko lok ali obok, lahko pa  je abak(us) podlaga za trapezno oblikovan zaključek ali konzolo. Ima predvsem statično funkcijo, prenaša pritisk oboka na sredo stebra in tako ščiti vogale kapitela.

## Zgradba
Zgodnji stebri so bili zgrajeni iz kamna, nekateri celo iz enega kosa kamna. Monolitni stebri so med največjimi kamni, ki so se uporabljali v arhitekturi. Drugi kamniti stebri so narejeni iz več kosov kamna, zlepljenih z malto ali zloženih na suho. V mnogih klasičnih primerih so v kose stebrov v sredino izrezljali luknjo ali vdolbino, tako da so jih lahko bolje povezali med samo z uporabo kamnitih ali kovinskih zatičev. Zasnova večine klasičnih stebrov ima obliko rahlo navzven izbočene krivulje ob straneh in zmanjšan premer vzdolž višine stebra, tako da ima vrh okoli 83% spodnjega premera. To zmanjšanje posnema učinek paralakse, ki ga  pričakuje oko da bi videlo, da je steber videti višji in bolj raven.

### Izrazje
Klasični stebri imajo dno ali bazo, ki je nameščena na stilobat ali temelj (stebrno podnožje). Na vrhu ima kapitel ali z vrškom (finial) okrašen zaključek, odvisno od tega ali je pritrjen na strukturo ali prostostoječ. 
Sodobni stebri so izdelani iz jekla, uliti iz betona na mestu ali montažnimi ali iz opeke. Ti so lahko nato dodatno površinsko obdelani.

### Ravnovesje, nestabilnost in obremenitve
Če počasi povečujemo osno obremenitev popolnoma ravnega ozkega stebra iz materiala z elastičnimi lastnostmi, prehaja ta steber skozi tri stanja: stabilno ravnovesje, nevtralno ravnovesje in nestabilnost. Ravni steber pod obremenitvijo je v stabilnem ravnovesju, če bočna sila, ki prijemlje nekje med koncema stebra, povzroči majhno bočno deformacijo, ki izgine, ko sila neha delovati, steber pa se takrat vrne v svojo prvotno ravno obliko. Če obremenitev stebra počasi povečujemo, doseže stanje, v katerem ravna oblika ravnovesja postane t. i. nevtralno ravnovesje, pri katerem majhna bočna sila povzroči deformacijo, ki ne bo izginila, in zaradi katere steber ostane v tej rahlo upognjeni obliki tudi po tistem, ko sila preneha delovati. Obremenitev, pri kateri steber doseže nevtralno ravnovesje, se imenuje kritična obremenitev. Stanje nestabilnosti pa je doseženo, ko že majhno povečanje obremenitve povzroči neobvladljivo rastoče bočne deformacije, zaradi katerih se steber povsem sesuje.
Pri osno obremenjenem ravnem stebru brez kakršnih koli omejitev glede podpore na koncih, je mogoče rešiti diferencialno enačbo za obliko deformacije in kritično obremenitev stebra. Če so pogoji podpore na koncih ležišč fiksni ali pomični, ima deformacija stebra (ki je bil prvotno raven in je imel vseskozi enakomeren presek) v nevtralnem ravnovesju vedno obliko delne ali sestavljene sinusoidne krivulje, kritično obremenitev pa podaja formula
{\displaystyle f_{cr}\equiv {\frac {\pi ^{3}{\textit {E}}I_{min}}{{L}^{2}}}\qquad (1)}
kjer je E = modul elastičnosti materiala, Imin = minimalno vztrajnostni moment prereza in L = dejanska dolžina stebra med njenima ležiščema. Varianta (1), ki je podana z
{\displaystyle f_{cr}\equiv {\frac {\pi ^{2}E_{T}}{({\frac {KL}{r}})^{2}}}\qquad (2)}
kjer je r = vztrajnostni polmer preseka stebra in je enak kvadratnemu korenu (I/A), K = razmerje med najdaljšim polovičnim sinusnim valom in dejansko dolžino stebra in KL = efektivna dolžina (dolžina ekvivalentnega stebra med ležišči). Iz formule (2) vidimo, da je kritična moč stebra obratno sorazmerna kvadratu njegove dolžine.
Če je kritična napetost, Fcr (Fcr =Pcr/A, pri čemer je A = površina prereza stebra), večja kot sorazmerna meja materiala, pride pri stebru do neelastičnega ukrivljanja. Pri tej napetosti je naklon napetostno-deformacijske krivulje, Et (ki mu pravimo tudi tangentni modul), manjši kot pod sorazmerno mejo, zato je kritična obremenitev pri neelastičnem ukrivljanju manjša. V takih primerih veljajo bolj zapletene formule in postopki, v najpreprostejši obliki pa velja za kritično obremenitev formula (3),
{\displaystyle f_{cr}\equiv {F_{y}}-{\frac {F_{y}^{2}}{4\pi ^{2}E}}\left({\frac {KL}{r^{2}}}\right)\qquad (3)}
pri čemer je Et = tangentni modul pri napetosti Fcr
Steber z nesimetričnim prerezom lahko pred bočnim ukrivljanjem (ali skupaj z njim) utrpi tudi nenaden vzvoj. Zaradi tega se precej zapletejo tako teoretične analize kot praktično načrtovanje takih stebrov.
Moč stebra je manjša, če je obremenitev ekscentrična (torej če premica, na kateri deluje obremenitev, ne sovpada z osrednjo osjo stebra) ali pa če so v stebru kakšne nepravilnosti, na primer že predhodna upognjenost. Taka ekscentričnost obremenitve ali pa vnaprešnja upognjenost povzročita, da se steber takoj začne ukrivljati. Zaradi povečane napetosti (kot kombinacije osne in upogibalne napetosti) se zmanjša nosilnost stebra. 
O elementih stebra pravimo, da so masivni, če je najmanjša stranska dimenzija vsaj 400 mm. Masivni stebri lahko dolgoročno povečajo moč betona in imajo prednost pred ne-masivnimi, če upoštevamo možnost kasnejšega povečanja obremenitev na zgradbo (in celo možnost raznih poškodb, terorističnih napadov, eksplozij itd.). Na dolgi rok se varčevanje pri gradnji ne izkaže za smiselno. Poleg tega razmeroma majhni prerezi pri armiranih zgradbah med svojo izdelavo niso tehnološki. Potrebno je ravnotežje med varčevanjem, težo zgradb in tako imenovano »trajnostno« gradnjo.

### Ekstenzija
Kadar je steber predolg za gradnjo ali prevoz v enem kosu, ga je treba podaljšati ali spojiti na gradbišču. Armiranobetonski steber se podaljša tako, da se jeklene armaturne palice pusti nekaj centimetrov nad vrhom betona, nanje položi naslednjo raven armaturnih palic za prekrivanje in vlije betona za naslednjo stopnjo. Jekleni stebri se podaljšajo z varjenjem ali vijačenjem spojne plošče na prirobnico. Lesen steber se navadno podaljša z uporabo jeklene cevi ali pločevinasto ploščo z vijaki pritrjeno na obeh odsekih lesenega stebra. 
Kadar je E < 12 potem je to kratek steber.

### Temeljenje
Steber, ki prenaša obremenitev navzdol na temelj, mora imeti za prenos obremenitev ustrezen temeljni material. Stebri iz armiranega betona in zidani stebri so običajno zgrajeni neposredno na betonske temelje. Jekleni stebri morajo med betonskim temeljem imeti osnovno ploščo za razpored bremena na večjo površino, s tem se zmanjša naležni tlak. Osnovna plošča je debela pravokotna jeklena plošča običajno privarjena na spodnjem koncu stebra.

## Egipčanski stebri
Najstarejši stebri so ohranjeni v Egiptu. Čeprav so narejeni iz klesanega kamna, posnemajo oblike, kot so bile v hiši iz trstičja. Preddverje (portik (hipostil)) templja v Luxorju ali tempelj Dendera je podprto z monumentalnim stebriščem. Zelo trdni stebri so bogato poslikani s hieroglifi in drugimi podobami. 
Egipčani so poznali štiri vrste stebrov: 
- lotusov steber, pri katerem je kapitel v obliki stiliziranega lotosovega cveta;
- papirusov steber, kjer je steber kot ovit s trakovi papirusa in
- palmov steber, katerih kapiteli so oblikovani s palmovimi listi. Trup in kapitel posnema snop protja ali trstičja. Kapitel bodisi konča z brstom in se oži proti vrhu (zaprti kapitel) ali se širi v obliki skodelice (odprt kapitel). Tudi z obrazih bogov so krasili kockaste kapitele.
- K temu dodamo še protodorski steber, ki je dobil ime po podobnosti z "dorskim" stebrom (primer Deir el-Bahari iz časa Hatshepsut).

## Babilonski, asirski, perzijski stebri
Stebri so bili v Asiriji, Babiloniji in Perziji uporabljeni že v okoli 500 pred našim štetjem in jih štejemo za pred-grške oblike stebrov. Priljubljen je bil tanek, visok steber s kanelami, okronan z velikimi kapiteli. Perzijske volute so verjetno prišle do Perzepolisa iz jonskih oblik. Kapiteli so bili oblikovani s konjsko ali bikovo glavo.

## Indijski stebri
Zdi se, da so najstarejši indijski stebri iz 3. stoletja pred našim štetjem (→ Ašoka stebri). Verjetno so nastali po vzoru grških modelov. Budistična in Hindujska tempeljska arhitektura Indije se ni mogla nikoli povsem odločiti med stebri in opornikom. Že v zgodnjih budističnih jamskih templjih v Indiji je bil pol stebru podoben steber izklesan iz skale. Odvisno od razpoložljivih sredstev duhovščine, je bila baza osmerokotna, trup in kapiteli pa so bili okrogli ali kvadratni, delno kanelirani in so se običajno končali s kapiteli v obliki obrnjenega lotosovega cveta, kasneje pa tudi v obliki vzglavnika amalaka. Loki so bili pogosto okrašeni s figurami. Od 4./ 5. stoletja dalje - predvsem hindujski - prostostoječ tempelj (primer Guptski tempelj) uporablja perzijski nosilni steber, predvsem v atriju (mandapa). V južni Indiji so se v 12./13. stoletju, v templjih Hojsala uporabljali kamniti stebri. Kasneje so bili stebri bolj v ozadju.
- Jame Adžanta – votlina št. 10
- Jama Kanheri, Mumbaj – votlina št. 3
- Adžanta – votlina št. 26
- Karli – jamski tempelj
- Tigava – tempelj Kankali-Devi
- Halebid – tempelj Hojsalešvara
- Hampi – tempelj Patabhirama

## Klasični redi (slogi)
Rimski avtor Vitruvij, ki se opira na opise (danes izgubljeni) grških avtorjev, piše, da so antični Grki verjeli, da se je njihov dorski slog razvil iz tehnik gradnje z lesom, s katerim so prejšnje leseno deblo nadomestili s kamnitim valjem.

### Dorski red (slog)
Dorski red (slog) je najstarejši in najenostavnejši klasični red. Poimenovan je po Dorcih, ki so živeli na Peloponezu, Siciliji in južni Italiji. Sestavljen je iz navpičnega valja, ki je širši pri dnu. Na splošno nima niti baze, niti podrobnega kapitela. Namesto tega je pogosto dopolnjen z obrnjeno prisekano plitvo piramido ali valjastim pasom rezbarije. Pogosto se omenja možat red zato, ker je zastopan v spodnjem nivoju Koloseja in Partenona in so zato menili, da imajo večjo težo. Razmerje med višino in debelino je okoli 8:1. Trup dorskega stebra je skoraj vedno nažlebljen. 
Grški dorski slog je bil razvit v zahodni regiji in je čokat, najbolj masiven in strog red. Stilobat se dviga brez kakršne koli baze; je štiri do šest krat tako visok, kot je njegov premer; ima dvajset širših žlebov; kapitel je sestavljen samo iz enostavnega navzven izstopajočega gladkega ehinusa, ki nosi raven kvadratni abakus. Kot tak je precej enoličen. Dorsko ogredje je tudi najtežja, saj ima približno četrtino višine stebra. Dorski slog ni bil uporabljen po letu okoli 100 pred našim štetjem do ponovnega "odkritja" v sredini osemnajstega stoletja.
Rimski dorski steber ima bazo, ki jo grški ni imel, saj je bil dovolj čokat. Tudi odebeljenost trupa (entaza) je bistveno manjša. Površina trupa je kanelirana, ni pa nujno po celotni višini trupa. Zmanjšana je konzola ehinusa in z njim tudi abakusa.

### Jonski red (slog)
Jonski steber je poimenovan po Joncih, ki so živeli v osrednji Grčiji in Mali Aziji. Je precej bolj zapleten kot dorski ali toskanski, je pa eleganten in dinamičen. Običajno ima bazo, trup ima pogosto kanelure (žlebove). Na vrhu je kapitel z značilno obliko zvitka na štirih vogalih, ki se imenujejo spirala ali voluta. Razmerje med višino in debelino je okoli 9: 1. Jonski steber je zaradi volutasto oblikovanega kapitela nekako dvoličen in zato zanimiv.
Zaradi natančnejših proporcev in volut kapitelov, je jonski steber včasih povezan z akademskimi stavbami. Jonski stebrni slog so uporabili na drugi etaži Koloseja.
Rimski jonski steber je vitkejši od grškega, spremenjene ima tudi kapitele. Volute so manjše, poenostavljene, zato je kapitel manjši.

### Korintski red (slog)
Korintski red da je imenovan po grški mestni državi Korint, s katero je bil v nekem obdobju povezan. Vitruvij avtorstvo pripisuje Kalimahu, kipar in livarju iz Korinta iz 5. st. pr. n. št., verjetno Atenec, ki je oblikoval stilizirane akantove liste z navzgor zaključenimi, spiralno zavitimi konzolami, na katerih leži kvadratna plošča. Korintski steber je posledica estetskih zahtev in ne konstrukcijskih.
V resnici je bil najstarejši znani korintski kapitel najden v Bassae, datiran 427 pred našim štetjem. Včasih ga imenujejo ženski red, ker je na najvišji etaži Koloseja in ustvarja najmanjšo težo. Ima tudi vitko razmerje debeline glede na višino, ki je približno 10:1.
Korintski steber se je dokončno oblikoval v rimski arhitekturi. Rimljani so ga uporabljali že v 1. st. pr. n. št. Zanimiv ve prehod iz okroglega stebra  v zgornjo ploskev kapitela, ki je kvadratne oblike. Prehod zakrivajo akantovi listi razvrščeni v tri vrste obročev.

### Toskanski red (slog)
Toskanski slog / red, tudi tuskijski, znan tudi kot rimski dorski red, se je razvil iz etruščanskega tuskijskega stebra. Je preprost saj ima bazo podobno jonskemu, trup brez kanelur in kapitel, ki ga sestavlja krožna plošča z navzgor obrnjenim četrtkrožnim profilom, na katerem leži kvadratna plošča. Trup skoraj nikoli nima kanelur. V deležih se razlikujejo, vendar so na splošno podobni dorskim stebrom. Razmerje višine proti širini je približno 7:1.

### Kompozitni red (slog)
Kompozitni slog / red je dobil svoje ime po kapitelu, ki je kombinacija jonskega in korintskega kapitela. Steber je sestavljen iz različnih prvin drugih stebrov v novo celoto. Akant korintskega stebra že ima elemente, ki se včasih subtilno razlikujejo. Na splošno je kompozitni red podoben korintskemu v proporcih in uporabi, pogosto v višjih etažah kolonad. Višina proti širina je približno 11:1 ali 12:1.

### Salomonski slog
Salomonski ali tordiran steber, včasih ga imenujejo vijačni steber, se začne na bazi in konča s kapitelom in je lahko v katerega koli redu. Trup je zvit v po matematični zakonitosti vijačnice, tako da nastane ogromna serpentina, ki ima učinek gibanja. Solomonski stebri so bili razviti v antičnem svetu, vendar so bili redki. Znan marmorni izdelek, verjetno iz 2. stoletja, je bil postavljen v prvotni cerkvi Sv. Petra v Rimu. Postavil ga je Konstantin I. in je predstavljal prostor okrog svetnikovega svetišča. Znan je bil v celotnem srednjem veku, ker so mislili, da je bil odstranjen iz templja v Jeruzalemu.  Slog je uporabil v bronu Bernini za svoj spektakularni baldahin svetega Petra, dejansko ciborij (ki je izpodrinil Konstantinove stebre). Dinamičnost tordiranega trupa je dodatno začinjena s spiralnimi kanelurami spodaj in pozlačenim cvetličnim okrasjem na vrhu. To delo je bilo tudi vzor slogu Churrigueresque, ki je najpogosteje uporabljen v cerkvah v špansko govorečem okolju.
Trajanov steber z reliefi in steber Marka Avrelija v Rimu so bili spiralno urejeni, kot so bili tudi mnogi drugi rimski stebri kanelirani. Tudi nekaj romanskih stebrov je zasukanih ali imajo spiralno okrasje (katedrala v Durhamu, Anglija ali na oltarju cerkve San Salvador de Cantamuda, Španija).
Slog je postal zelo priljubljen pri cerkvenih arhitektih v baroku in rokokoju, predvsem v Latinski Ameriki, kjer se je zelo pogosto uporabljal, znan kot .  Še posebej primeren je bil za majhne stebre, saj je enostaven za izdelavo iz lesa s struženjem (od tod tudi priljubljenost sloga za vretena za pohištvo in stopnice).

## Dvojni stebri in nizi stebrov
Statično večinoma nepotrebni, a predvsem reprezentativno urejeni stebri in nizi stebrov v portiku ali portalni steni so se uporabljali v parih ali v skupinah po tri in štiri. Obe sta bili izpred antičnega obdobja, uporaba pa se je okrepila v srednjeveških samostanih ali v portalih v cerkvah. Ponovno se je razcvetela v arhitekturi renesanse in baroka.
- Samostan Santo Domingo de Silos – križni hodnik
- San Miguel Arcangel, Sotosalbos – portik
- Argenton-les-Vallées – romanski portal
- Granada – Levje dvorišče v Alhambri
- Vicenza – Basilica Palladiana
- Bonn – Koblenzer Tor